# 顫慄空間
是一部大卫·芬奇导演的美國惊悚電影，於2002年上映。

## 剧情
梅格（茱蒂佛斯特飾）是一位單親媽媽，帶著她唯一的女兒搬進紐約一處高級住宅區，在紐約高級住宅區裏的建築物中幾乎都有一間緊急避難室，梅格的新家也有一間機關重重的祕室。 
就在梅格搬入的第一天夜裏，遭到三名搶匪闖入，梅格帶著女兒緊急躲進祕室裏。但詭異的是這三名歹徒的目標並不是梅格的財物，而是這間充滿神祕感的祕室，而且他們似乎知道如何逼出躲在祕室的母女倆。為求自保，梅格運用機智在這個狹小的空間裏和歹徒展開一場生死關頭的周旋…

## 角色
- 茱蒂·佛斯特	...	Meg Altman
- 克莉絲汀·史都華	...	Sarah Altman
- 佛瑞斯·惠特克	...	Burnham
- 傑瑞德·雷托	...	Junior
- Dwight Yoakam	...	Raoul
- Patrick Bauchau	...	Stephen Altman